# Campeonato Europeo de Baloncesto Femenino de 1966
El X Campeonato Europeo de Baloncesto Femenino se celebró en Sibiu y Cluj (Rumanía) entre el 2 y el 9 de octubre de 1966 bajo la denominación EuroBasket Femenino 1966. El evento fue organizado por la Confederación Europea de Baloncesto (FIBA Europa) y la Federación Rumana de Baloncesto.
Un total de doce selecciones nacionales afiliadas a FIBA Europa compitieron por el título europeo, cuyo anterior portador era el equipo de la Unión Soviética, vencedor del EuroBasket 1964. 
La selección de la Unión Soviética se adjudicó la medalla de oro al derrotar en la final al equipo de Checoslovaquia con un marcador de 74-66. En el partido por el tercer puesto el conjunto de Alemania Oriental venció al de Rumanía.

## Plantilla del equipo campeón
- Unión Soviética:

Nina Poznanskaja, Tamara Pyrkova, Galina Magidson, Ravilja Salimova, Raisa Michajlova, 
Ljudmila Kukanova, Feodora Orel, Skaidrīte Smildziņa, Galina Voronina, Laima Jukelienė, Silvija Ravdone, Nelli Čijanova. Seleccionadora: Lidia Alekséyeva